# 반복사용긴장성손상증후군
반복사용긴장성손상증후군(repetitive strain injury, 反復使用緊張性損傷症候群)은 같은 동작을 반복하는 물리적인 행위에 의해 발생하는 질환이다. 반복사용스트레스증후군(repetitive stress injury)이라고도 하며, 약자로 RSI이다. Carpal tunnel syndrome (CTS)라고도 한다.
같은 동작을 반복하는 컴퓨터 작업을 과다하게 하는 사람, 단순 노동자나 악기 연주자에게서 많이 나타난다. 최근에는 컴퓨터 사용이 급증하면서 컴퓨터 자판이나 마우스를 반복적으로 사용해 신경이나 근육 등에 손상을 일으켜 발생하는 경우가 많다. 정확한 원인은 규명되지 않았지만 여러 요인 등에 의해 생길 수 있다. 좋지 않은 자세, 좋지 않은 기술, 부적절한 기구 사용, 휴식시간 부족, 장시간의 과도한 작업, 스트레스 등이 위험요인이다.

## 증상
경고 증상이 먼저 나타나고, 그 후에 심한 증상이 나타나게 되는데 경고 증상이 나타나면 일단 의심해볼 필요가 있다. 경고 증상에는 근력약화, 피로, 지구력 감소, 저린 느낌, 감각저하나 소실, 무거운 느낌, 강직, 손을 쥐거나 펴기 힘들고 자주 손을 마사지하게 될 때, 손이 차고 물건을 집거나 옮기기 힘들다고 느껴질 때 등이 있다. 증상은 대체적으로 손가락이나 손목에 통증이 오지만 어깨,목 등에 나타날 수도 있다. 또한 유연성이 손실되고, 근력감소 및 소실, 기능장애 등이 있다.
증상이 나타나는 신체부분에 따른 대표적인 질환들이 몇가지 있다.
- 근근막 증후군(筋筋膜症候群, myofacial pain syndrome): 흔히 '담' 이라고 알려져 있는 병으로 고개를 무리해서 잘못 돌리거나, 자는 자세에 문제가 있을 때 생길 수 있는 질환이다. 근육이 딱딱해지거나 저리는 증상이 나타나며, 학생들에게 많이 발생한다.

- 손목터널 증후군(carpal tunnel syndrome): 키보드나 마우스의 과도한 사용으로 인해 발생하는 질환이다. 손바닥에서 엄지, 검지, 중지와 약지의 절반에 감각이 무디어지거나 통증이 생긴다. 하루종일 컴퓨터를 사용하는 사무직 근로자에게 많이 발생하지만, 요즘은 학생들에게도 많이 발생하는 추세다.

- 테니스 엘보: 테니스하는 사람들에게 자주 발생한다고 하여 붙여진 이름인데, 과도한 운동과 지속적인 근육의 긴장, 근육의 과도한 수축 등으로 인해 근육이 뼈에 붙는 부위가 약해지거나 염증이 발생되는 질환이다. 팔꿈치 바깥쪽 부분에 통증이 생긴다.

- 마우스 엘보: 손가락의 운동성이 떨어져 손에 힘이 들어가지 않으며 저린 증상이 나타난다. 또한 손가락, 손목, 팔꿈치, 어깨 등이 뻣뻣한 증상이 있다. 컴퓨터를 자주 사용하는 직장인에게 많이 발생한다.

## 예방 및 치료
반복사용긴장성손상증후군은 일단 발병하면 치료가 어렵고, 재발하므로 무엇보다 예방이 중요하다. 컴퓨터 사용시 바른 자세를 유지하며, 컴퓨터 사용을 줄이고 적절히 휴식시간을 갖는다. 휴식시 스트레칭을 통해 근육을 이완시키는 것도 좋다. 컴퓨터에 설치하면 휴식시간을 알려주고 잠시라도 컴퓨터사용을 막아주는 RSI예방프로그램 'workrave'을 사용할 수도 있다. 증상이 의심되면 바로 병원을 찾아야 한다. 치료는 냉온열요법, 부목, 물리치료, 진통 소염제, 신경차단치료, 심한 경우에는 수술을 할 수도 있다. 세계적으로 매년 환자가 늘어나는 추세에 있으며 선진국에서는 이미 널리 알려진 질병이다.

## 같이 보기
- 직업병